# No. 74 Squadron RAF
No. 74 Squadron RAF brytyjska jednostka lotnicza utworzona w 1 lipca 1917 w Londynie jako No 74 Squadron RFC, został ostatecznie rozwiązany w 2000 roku.

## I wojna światowa
Eskadra była jednostką treningową latającą na samolotach Avro 504K. W marcu 1918 roku została wyposażona w pierwsze samoloty myśliwskie z prawdziwego zdarzenia Royal Aircraft Factory S.E.5. Od kwietnia 1918 do lutego 1919 roku jednostka została skierowana na front zachodni. Po powrocie do Wielkiej Brytanii została rozwiązana 3 lipca 1919 roku.
No. 74 Squadron RAF w całym okresie I wojny światowej odniosła  ponad 225 zwycięstw: zniszczyła 140 samolotów i balonów obserwacyjnych oraz zestrzeliła lub poważnie uszkodziła 85 samolotów i balonów. 
Łącznie w jednostce służyło 17 asów myśliwskich, m.in.: 
Ira Jones (37), Edward Mannock (36), Benjamin Roxburgh-Smith (22), Keith Caldwell  (16), Sydney Carlin (10), Frederick Gordon (9), Frederick John Hunt (9), Clive Beverley Glynn (8), George Rensbury Hicks (8), Wilfred Ernest Young (8), Henry Eric Dolan (7), Harris George Clements (6), George Gauld (5), Percy Howe (5), Frederick Ernest Luff (5), Harold Shoemaker (5).
Piloci eskadry latali na samolotach Royal Aircraft Factory S.E.5

## Okres międzywojenny
W związku z wybuchem kryzysu abisyńskiego w 1935 roku eskadra został ponownie powołana i zreorganizowana. Została umieszczona w bazie lotniczej na Malcie i wyposażona w samoloty Hawker Hart. W lipcu 1936 roku eskadra powróciła do Wielkiej Brytanii i została przezbrojona w samoloty Gloster Gauntlet. W kwietniu 1937 roku jednostkę ulokowano w Hornchurch na północno-wschodnich przedmieściach Londynu. Weszła w skład nowo formowanego dowództwa lotnictwa myśliwskiego RAF Fighter Command i od stycznia 1939 roku przezbrojona w Supermarine Spitfire Mk.I.

## II wojna światowa
Jednostka rozpoczęła działania bojowe  w składzie 12 Grupy Myśliwskiej w czasie ewakuacji wojsk brytyjskich z Dunkierki. Następnie brała udział w bitwie o Anglię. W lipcu 1941 roku eskadra została przeniesiona na północ Anglii, a następnie do Walii i Irlandii Północnej, skąd w kwietniu 1942 roku został wysłany (bez samolotów) na Bliski Wschód. W lipcu 1942 została ulokowana w Egipcie i wspierała oraz osłaniała amerykańskie jednostki bombowe latające na B-24 Liberator.
W maju 1944 roku jednostka powróciła do Wielkiej Brytanii, tuż przed lądowaniem w Normandii, w którym brała udział. Do końca wojny aktywnie walczyła na froncie zachodnim biorąc udział w wyzwalaniu Francji, Belgii i Holandii.